# Trifon Szewałdin
Trifon Iwanowicz Szewałdin (ros. Трифон Иванович Шевалдин, ur. 20 stycznia?/1 lutego 1888 we wsi Pristań w guberni permskiej, zm. 2 lipca 1954 w Kujbyszewie) – radziecki dowódca wojskowy, generał porucznik.

## Życiorys
Od 1909 służył w rosyjskiej armii, brał udział w I wojnie światowej na Froncie Zachodnim w stopniu sztabskapitana, 1918 wstąpił do Armii Czerwonej. Walczył w wojnie domowej na Froncie Wschodnim i Południowym i przeciw antybolszewickim powstańcom na Ukrainie, 1925 ukończył kursy „Wystrieł”, w maju 1925 został komenderowany do Chin, był doradcą w szkole wojskowej, dywizji i korpusie. W latach 1927–1929 był pomocnikiem dowódcy, a 1929–1934 dowódcą 37 Dywizji Piechoty, 1929 ukończył kursy doskonalenia wyższej kadry dowódczej, a 1931 kursy dowódców przy Akademii Wojskowo-Politycznej im. Tołmaczewa. W 1934 został naczelnikiem Połockiego Rejonu Ufortyfikowanego, w latach 1935-1937 był pomocnikiem dowódcy wojsk Białoruskiego Okręgu Wojskowego ds. zaopatrzenia, 1937-1938 dowódcą korpusu piechoty, 1938-1939 zastępcą dowódcy, a 1939-1940 dowódcą wojsk Nadwołżańskiego Okręgu Wojskowego. 9 marca 1939 otrzymał stopień komkora, a 4 czerwca 1940 generała porucznika, od sierpnia 1940 do czerwca 1941 był zastępcą generalnego inspektora piechoty Armii Czerwonej, po ataku Niemiec na ZSRR został dowódcą Leningradzkiego Okręgu Wojskowego i naczelnikiem Południowo-Zachodniego Rejonu Ufortyfikowanego. Od września 1941 do marca 1942 dowodził 8 Armią, brał udział w walkach w rejonie Ługi, Kingiseppu, Kołpino i Oranienbaumu, od marca 1942 do grudnia 1944 był dowódcą Archangielskiego Okręgu Wojskowego